# Pitcombe
Pitcombe is een civil parish in het bestuurlijke gebied South Somerset, in het Engelse graafschap Somerset met 532 inwoners.

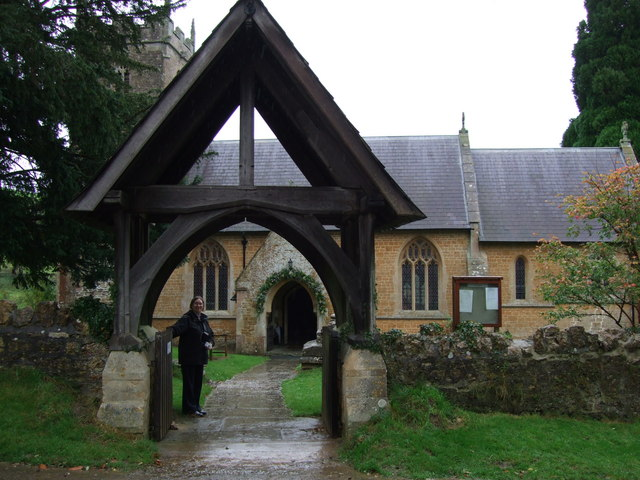
Kerk van St Leonard